# دلفين أسترالي قصير الزعانف
الدلفين الأسترالي قصير الزعانف (الاسم العلمي: Orcaella heinsohni) هو نوع من الحيتانيات، يتبع جنس قصيرة الزعانف.